# Patti D'Arbanville
Patricia 'Patti' D'Arbanville (New York, 25 mei 1951) is een Amerikaanse actrice.

## Biografie
D'Arbanville woonde in de jaren zestig tien jaar in Europa. In Londen maakte ze carrière als model. Daar ontmoette ze Cat Stevens, met wie ze een relatie kreeg. Hij bezong haar in het nummer Lady D'Arbanville. Toen ze als model ging werken in Parijs en daarna New York, verbrak ze de relatie. Door haar modellencarrière spreekt ze vloeiend Frans.
D'Arbanville begon als jeugdactrice op zestienjarige leeftijd met acteren in de film Flesh (1968). Hierna heeft ze nog meerdere rollen gespeeld in films en televisieseries zoals Bilitis (1977), Real Genius (1985), Another World (1992-1993), My So-Called Life (1994), New York Undercover (1994-1997), The Fan (1996), The Guiding Light (1998-2000), Third Watch (2000-2005), World Trade Center (2006) en Rescue Me (2006-2010).
Na haar relatie met Stevens is D'Arbanville van 1975 tot 1980 getrouwd geweest met de Franse acteur Roger Miremont, en van 1980 tot 1981 was zij opnieuw getrouwd. Van 1981 tot 1986 had ze een relatie met Miami Vice-hoofdrolspeler Don Johnson, met wie ze een zoon kreeg, de acteur Jesse Johnson (7 december 1982). Op 15 juni 1993 trouwde ze met de New Yorkse brandweerman Terry Quinn. Ze kregen drie kinderen, twee dochters (in 1990 en 1991) en een zoon (in 1992), en op 12 maart 2002 zijn zij gescheiden.

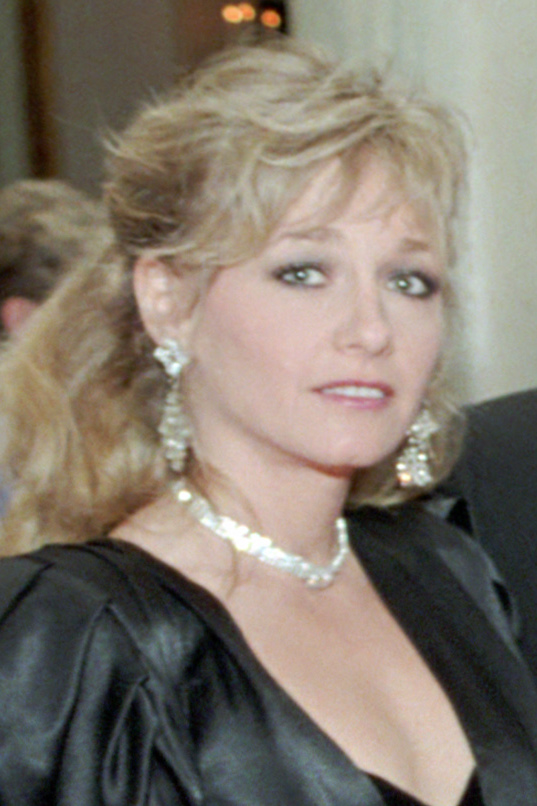
Patti D'Arbanville (1985)

## Filmografie

### Films
- 2010 Morning Glory – als moeder van Becky
- 2010 The Extra Man – als Katherine Hart
- 2009 Happy Tears – als verpleegster van Joe
- 2008 The Marconi Bros. – als Sonya Weitzman
- 2007 You Belong to Me – als Gladys
- 2007 Perfect Stranger – als Esmeralda
- 2006 World Trade Center – als buurvrouw van Donna
- 2003 A Tale of Two Pizzas – als Margie Bianco
- 2002 Personal Velocity: Three Portraits – als Celia
- 1998 Celebrity – als Iris
- 1998 Archibald the Rainbowe Painter – als Elaine Tiger
- 1997 Bad to the Bone – als Marilyn Wells
- 1997 I Know What You Did Last Summer – als mevr. Shivers
- 1997 Father's Day – als Shirley Trainor
- 1996 The Fan – als Ellen Renard
- 1994 Frame-Up II: The Cover-Up – als Barbara Griffin
- 1993 Blind Spot – als Lucinda
- 1990 Snow Kill – als Lauren Crane
- 1989 Wired – als Cathy Smith
- 1988 Fresh Horses – als Jean
- 1988 Crossing the Mob – als Lucy Conte
- 1988 Call Me – als Cori
- 1985 The Boys Next Door – als Angie
- 1985 Real Genius – als Sherry Nugil
- 1981 Modern Problems – als Darcy
- 1980 Hog Wild – als Angie Barnes
- 1979 Time After Time – als Shirley
- 1979 The Main Event – als Donna
- 1979 Mai shen gi – als ??
- 1978 The Fifth Floor – als Cathy
- 1977 La fille d'Amérque – als Ronni Wiliams
- 1977 Bilitis – als Bilitis
- 1976 Big Wednesday – als Sally Jacobson
- 1975 Rancho Deluxe – als Betty Fargo
- 1973 L'Amour – als Patti
- 1971 La saignée – als Hillary
- 1970 La maison – als Lorraine
- 1968 Flesh – als Patti

### Televisieseries
Uitgezonderd eenmalige gastrollen.
- 2018-2020 Billions - als moeder van Axe - 3 afl.
- 2017 The Sinner – als Lorna Tannetti – 5 afl.
- 2006-2010 Rescue Me – als Ellie – 13 afl.
- 2000-2005 Third Watch – als Rose Boscorelli – 16 afl.
- 2004 The Sopranos – als Lorraine Calluzzo – 3 afl.
- 1998-2000 The Guiding Light – als Selena Davis – 23 afl.
- 1994-1997 New York Undercover – als luitenant Virginia Cooper – 76 afl.
- 1994 My So-Called Life – als Amber Vallon – 3 afl.
- 1993 South Beach – als Roxanne – 4 afl.
- 1992-1993 Another World – als Christy Carson - ? afl.
- 1989 Wiseguy – als Amber / Theresa Demante – 12 afl.
- 1976 Once an Eagle – als Michele – miniserie

- Biblioteca Nacional de España: XX1288697
- Bibliothèque nationale de France: cb14046723k (data)
- Gemeinsame Normdatei: 1297563859
- International Standard Name Identifier: 0000 0001 1931 9095
- Library of Congress Control Number: no99074149
- Système universitaire de documentation: 080305431
- Virtual International Authority File: 2672679
- WorldCat: E39PBJgxvXf7TPBFVpYVPMqbBP